# Чемпионат Эстонии по футболу 2020
Мейстрилиига 2020 (также известна под спонсорским названием A. Le Coq Премиум-Лиига; эст. Meistriliiga 2020, A. Le Coq Premium Liiga 2020) — 30-й сезон чемпионата Эстонии по футболу со времени восстановления независимости страны.
Из-за пандемии COVID-19 регламент турнира неоднократно менялся. Изначально планировалось провести сезон в четыре круга. Сезон начался 6 марта, однако был сыгран только первый тур, затем проведение чемпионата было приостановлено и возобновлено 19 мая. Было решено сократить регулярный сезон до трёх кругов и затем провести однокруговые турниры для лучших шести и худших четырёх команд. Однако осенью, из-за новой волны пандемии, регламент был снова пересмотрен — вместо шести лучших команд, турнир за чемпионство играли только четыре лучших клуба, а пятая и шестая команда также провели единственный матч между собой. Сезон завершился 6 декабря 2020 года. При этом последний матч между «Флорой» и «Левадией», не имевший турнирного значения, не был сыгран из-за случаев COVID-19 у игроков обеих команд.
Чемпионом в 13-й раз и во второй раз подряд стала «Флора».

## Клубы-участники
В чемпионате приняли участие девять участников высшей лиги прошлого сезона и победитель первой лиги 2019 года таллинский «Легион». «Легион» проводил свой дебютный сезон на высшем уровне, поднявшись за три года из четвёртого дивизиона. По сравнению с прошлым сезоном, высшую лигу покинул «Маарду ЛМ», занявший последнее место в 2019 году. «Курессааре» отстоял место в чемпионате-2020 через переходные матчи с вице-чемпионом первой лиги «Вапрусом».
| Команда     | Город      | Стадион         | Вместимость |
| ----------- | ---------- | --------------- | ----------- |
| Калев       | Таллин     | Кадриорг        | 5000        |
| Легион      | Таллин     | Кадриорг        | 5000        |
| Нымме Калью | Таллин     | Хийу            | 650         |
| ФКИ Левадия | Таллин     | А. Ле Кок Арена | 14 336      |
| Флора       | Таллин     | А. Ле Кок Арена | 14 336      |
| Курессааре  | Курессааре | Городской       | 1000        |
| Пайде ЛМ    | Пайде      | Городской       | 268         |
| Таммека     | Тарту      | Тамме           | 1500        |
| Транс       | Нарва      | Креэнхольм      | 1065        |
| Тулевик     | Вильянди   | Городской       | 1084        |

### Тренеры и капитаны
| Клуб        | Тренер                                                                                                | Капитан             |
| ----------- | --- | ------------------- |
| Калев       | Александр Дмитриев (до 18 марта) Лийво Леэтма (18 марта-31 августа) Дмитрий Калашников (с 31 августа) | Марек Кальюмяэ      |
| Курессааре  | Роман Кожуховский                                                                                     | Мяртен Паюнурм      |
| Левадия     | Мартин Рейм (до 10 июля) Владимир Васильев (с 10 июля)                                                | Дмитрий Круглов     |
| Легион      | Денис Белов                                                                                           | Денис Внуков        |
| Нымме Калью | Марко Кристал                                                                                         | Игорь Субботин      |
| Пайде       | Вячеслав Заховайко                                                                                    | Андре Фролов        |
| Таммека     | Кайдо Коппель                                                                                         | Тауно Текко         |
| Транс       | Дженк Озджан (до 19 июня) Олег Курочкин (с 19 июня)                                                   | Роман Нестеровский  |
| Тулевик     | Сандер Пост                                                                                           | Каймар Сааг         |
| Флора       | Юрген Хенн                                                                                            | Константин Васильев |

## Турнирная таблица
| М  | Команда     | И  | В  | Н | П  | Мячи    | ±   | О  | Примечания                                          |
| -- | ----------- | -- | -- | - | -- | ------- | --- | -- | --------------------------------------------------- |
| 1  | Флора       | 29 | 26 | 2 | 1  | 76 − 17 | +59 | 80 | 1-й квалификационный раунд Лиги чемпионов 2021/22   |
| 2  | Пайде ЛМ    | 30 | 21 | 1 | 8  | 80 − 43 | +37 | 64 | 1-й квалификационный раунд Лиги конференций 2021/22 |
| 3  | ФКИ Левадия | 29 | 17 | 6 | 6  | 66 − 37 | +29 | 57 |                                                     |
| 4  | Нымме Калью | 30 | 14 | 7 | 9  | 52 − 31 | +21 | 49 |                                                     |
|    |             |    |    |   |    |         |     |    |                                                     |
| 5  | Таммека     | 28 | 8  | 8 | 12 | 33 − 44 | −11 | 32 |                                                     |
| 6  | Тулевик     | 28 | 9  | 4 | 15 | 30 − 46 | −16 | 31 |                                                     |
|    |             |    |    |   |    |         |     |    |                                                     |
| 7  | Легион      | 30 | 8  | 7 | 15 | 26 − 44 | −18 | 31 |                                                     |
| 8  | Нарва-Транс | 30 | 6  | 7 | 17 | 31 − 49 | −18 | 25 |                                                     |
| 9  | Курессааре  | 30 | 5  | 9 | 16 | 28 − 63 | −35 | 24 | Переходные матчи                                    |
| 10 | Калев       | 30 | 5  | 5 | 20 | 20 − 68 | −48 | 20 | Вылет в Эсилиигу 2021                               |

И — игры, В — выигрыши, Н — ничьи, П — проигрыши, Мячи — забитые и пропущенные голы, ± — разница голов, О — очки

### Переходные матчи
В конце сезона проведены двухраундовые переходные матчи между девятым клубом высшей лиги «Курессааре» и вице-чемпионом первой лиги «Маарду ЛМ».
| 10 декабря 2020 | Маарду ЛМ                                                    | 3:5     | Курессааре                                                                                            | Маарду                                                  |
| 18:00 (UTC+2)   | Антон Аристов 23′ · Максим Кривошеин 44′ · Илья Зеленцов 47′ | (отчёт) | Мяртен Паюнурм 8′ · Сандер Лахт 11′ · Сёрен Калдма 61′ · Михаэль Шённинг-Ларсен 64′ · Расмус Саар 81′ | Стадион: Искусственный газон Судья: Кристо Кюлльястинен |

| 13 декабря 2020 | Курессааре                                                     | 4:2     | Маарду ЛМ                                  | Курессааре                                       |
| 13:00 (UTC+2)   | Стен Пензев 32′ · Маттиас Мяннилаан 59′, 81′ · Сандер Лахт 78′ | (отчёт) | Владислав Огородник 7′ · Вадим Аксёнов 86′ | Стадион: Искусственный газон Судья: Карл Коппель |

«Курессааре» победил с общим счётом 9-5 и сохранил место в высшей лиге.

## Бомбардиры
| Место | Игрок                 | Клуб        | Голы |
| ----- | --------------------- | ----------- | ---- |
| 1     | Рауно Саппинен        | Флора       | 26   |
| 2     | Эдриса Лубега         | Пайде       | 14   |
| 3     | Тристан Коскор        | Таммека     | 12   |
| 4     | Марселен Гандо        | Левадия     | 11   |
| 5     | Хенри Аниер           | Пайде       | 10   |
| 5     | Деабеас Овусу-Секьере | Пайде       | 10   |
| 5     | Константин Васильев   | Флора       | 10   |
| 8     | Владислав Хомутов     | Нымме Калью | 9    |
| 8     | Юрий Коломоец         | Левадия     | 9    |
| 8     | Сийм Лутс             | Пайде       | 9    |
| 8     | Павел Марин           | Тулевик     | 9    |
| 8     | Эдгар Тур             | Пайде       | 9    |
| 8     | Александр Волков      | Нымме Калью | 9    |

### Хет-трики
| Игрок          | Клуб        | Соперник   | Счёт    | Дата           |
| -------------- | ----------- | ---------- | ------- | -------------- |
| Йозеф Салисте  | Пайде       | Калев      | 8:1 (г) | 7 марта 2020   |
| Каспар Паур    | Нымме Калью | Тулевик    | 6:0 (г) | 31 мая 2020    |
| Эдгар Тур      | Пайде       | Курессааре | 6:2 (д) | 1 ноября 2020  |
| Рауно Саппинен | Флора       | Пайде      | 7:1 (г) | 29 ноября 2020 |

## Награды

### Ежемесячные
| Месяц    | Тренер месяца      | Тренер месяца | Игрок месяца    | Игрок месяца |
| Месяц    | Тренер             | Клуб          | Игрок           | Клуб         |
| -------- | ------------------ | ------------- | --------------- | ------------ |
| Май      | Мартин Рейм        | Левадия       | Педро Виктор    | Нымме Калью  |
| Июнь     | Юрген Хенн         | Флора         | Павел Марин     | Тулевик      |
| Июль     | Юрген Хенн         | Флора         | Амир Натхо      | Нымме Калью  |
| Август   | Вячеслав Заховайко | Пайде         | Мяртен Кууск    | Флора        |
| Сентябрь | Денис Белов        | Легион        | Сергей Мошников | Пайде        |
| Октябрь  | Кайдо Коппель      | Таммека       | Брент Леписту   | Левадия      |

### Символическая сборная сезона
Источник:
| Позиция | Игрок               | Клуб    | Прежние включения      |
| ------- | ------------------- | ------- | ---------------------- |
| GK      | Матвей Игонен       | Флора   | 2019, 2016             |
| DF      | Михаэль Лиландер    | Флора   | нет                    |
| DF      | Карл Мёёль          | Пайде   | 2019, 2017             |
| DF      | Мяртен Кууск        | Флора   | 2019                   |
| DF      | Мухаммед Санне      | Пайде   | нет                    |
| MF      | Сергей Мошников     | Пайде   | 2016, 2014, 2013, 2011 |
| MF      | Константин Васильев | Флора   | 2019, 2006             |
| MF      | Владислав Крейда    | Флора   | 2019                   |
| MF      | Павел Марин         | Тулевик | нет                    |
| FW      | Рауно Саппинен      | Флора   | 2017, 2015             |
| FW      | Хенри Аниер         | Пайде   | нет                    |